# エドワード・トーマス・ボス
エドワード・トーマス・ボス（Edward Thomas Both, OBE、1908年4月26日 - 1987年11月18日）は、オーストラリアの発明家。多くの医療、軍事、および広範囲の発明を行い、「オーストラリアのエジソン」とも呼ばれた。主な発明として、廉価版の鉄の肺、インキュベーター、携帯型心電計、脳波計、超遠心分離機、ファックス機の前身である「ビジテル」などがある。1940年には大英帝国勲章を受章した。

## 青年期
ボスは南オーストラリア州のジェームズタウンの近くのカルトウィーの町で、ジェームズ・アレクサンダー・ボスとルーシー・ビクトリアの息子として生まれた。彼の両親には5人の子供がいて、ボス自身が長男だった。彼は地元で学校に通い、カルトウィー公立高校とジェームズタウン高校に通い、優秀な学生であることが証明されたので、16歳のときにアデレード大学の物理学部で勉強し始めた。そこで彼は、物理学の教授であるカー・グラントの注意を引いた。カー・グラントはその後、彼を個人秘書に任命した。
1932年、彼が開発した心電計（ECG）はグラントに感銘を与え、その結果、グラントは大学の隣に施設を設置し、ボスが医療機器を設計および製造できるようにした。

## 会社設立後

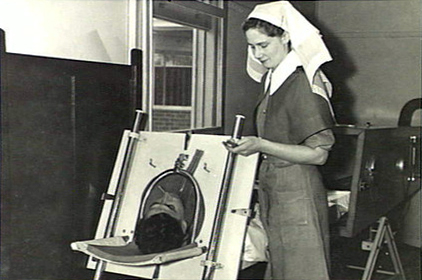
1943年に第110オーストラリア軍病院で患者を治療するために使用されている人工呼吸器

ボスはすぐに南オーストラリアの医療業界の高度医療機器の開発者の間で重要人物とみなされるようになった。心電計は心臓の動きを即座に示したため、心臓の診断に役立てられた。弟のドナルドと協力して、ボスは心電計の注文に応じて次の4年間を過ごした。長年、彼らの製品は唯一の市販の直接配線モデルであり、彼らが作成したECGは非常に正確な測定値を提供した。
ポリオが流行した1930年代にオーストラリアではポリオの治療に必要な鉄の肺がごく少数しかなく、アメリカ製の鉄の肺は高価で購入するのに費用がかかり、維持するのも困難だった。医療機関では代替案を開発することが求められた。その結果、「ボス・レスピレーター」が誕生した。合板で作られた軽量で比較的安価な人工呼吸器である（「鉄の肺」という名前は、木造であるにもかかわらず、多くの人に使用され続けている）。設計は効果的であることが証明され、呼吸器はすぐにオーストラリア全土で採用された。2003年ぐらいまで使用されていた :384–385。
1938年、ボスはイギリスで心電計を販売していた時、BBCラジオでポリオに苦しむ人を助けるために、鉄の肺が必要とされていることを知った。南オーストラリア州の知事代理の支援を受けて、ボスは工房を借り、人工呼吸器を数台ほど制作した。そのうちの1つは、ラドクリフ診療所のナフィールド麻酔科が制作した映画で取り上げられた。このフィルムを見たウィリアム・モリス（ナフィールド卿）は、彼が所有するモーリスモーターズの工場でこの機械を作成し、希望する連邦内の病院に無料で提供することを考えた。第二次世界大戦前の数年間で、約1800台のボス・ナフィールド式人工呼吸器がオーストラリア中の病院に供給された :386–387, 392。
アメリカからこの安価な人工呼吸器の情報についての問い合わせがあり、ボスはアメリカのK.N.Y Scheerer Corporationが人工呼吸器を製造するように手配した。
イギリスからの帰国後、ボスは非常に微細なウイルスを分離するための超遠心分離機を作成した。これはオーストラリアで最初のものであり、ポリオウイルスに使用できた。

## 第二次世界大戦
戦時中、ボス博士は軍隊のために、発明を続けた。彼が開発した電子マイクロメータと電子クラック検出器は、銃身の内部に欠陥がないか検査する為に発明された。誘導魚雷の開発にも携わっていた。第二次世界大戦の標準装備となった携帯型心電計など医療機器の開発も行った。
この時期の重要な発明品として電動三輪バンとビジテルが挙げられる。電動三輪バンは変速機を持たず、ガソリンの配給などに使用された。ビジテルは長距離にわたって図面を送信できる道具だった。ビジテルは軍によって秘密のプロジェクトに指定された。軍の仕事に携わっていたゼネラルモーターズ・ホールデンによって、アデレードとメルボルン間の通信に使用された。1950年までにトートボードがランドウィック競馬場に設置された。
戦争中の気晴らしとして、ボス博士はパンチとジュディのマシンを設計し、コインがスロットに入れられるたびにヒトラーがチェンバレンに傘で打たれる姿を示した。機械で集められたお金はチャリティーに寄付された。

## 戦後
戦後はシドニーに拠点を置いて発明を続けた。新生児用インキュベーターや輸血用機器の設計における新しい概念、および脳波計。 Both Equipment Limitedによって設計および製造された脳波計は、脳の電気的活動を記録することにより、神経障害の診断を支援するために使用された。
様々な分野で活躍した。戦後のプロジェクトの中には、1952年のデビスカップと1956年のメルボルンでの夏季オリンピックの電気スコアボードがあった。オリンピックのスコアボードは10,000個の電球で構成されており、アルファベットのすべての文字と数字を表示できた。スコアボードとともに、2つのバージョンのペンレコーダーがBothによって開発および製造された。1つはウーメラで武器研究用に使用され、もう1つは南極研究、 CSIRO 、大学、病院、医療および産業研究用に使用された。
1953年、ドナルド・ボスは新生児用インキュベーターのデザインを女王の戴冠式ギフト委員会に提出し、南オーストラリアの人々に代わってギフトとして受け入れられた。

## 私生活
1937年9月にリリー・アイリーン・モード・ノートンと結婚した。彼は大変な働き者だと評判だったが、彼は生涯を通じてスポーツも特に水泳とテニスを楽しんでいた。
1987年11月18日にビクトリアのマウントビューティーで79歳で亡くなった。